# Cmentarz żydowski w Bartoszycach
Cmentarz żydowski w Bartoszycach – kirkut położony jest przy ul. Józefa Bema w Bartoszycach.
Nekropolia została założona około 1820 roku. Ostatni pogrzeb miał miejsce w 1939 roku Na jego terenie znajduje się pomnik pamiątkowy i kilka zniszczonych macew. Powierzchnia cmentarza – 0,15 ha.
Pierwsi Żydzi w Bartoszycach pojawili się w latach 1737–1753. W 1921 roku mieszkało tu 61 Żydów.